# Every Good Boy Deserves Favour
Every Good Boy Deserves Favour es el séptimo álbum de estudio por la banda británica The Moody Blues, publicado en julio de 1971.

## Antecedentes
El álbum presenta la única canción compuesta por todos los miembros de la banda, la canción de apertura «Procession», la cual describe la historia de la música desde el principio de los tiempos hasta la grabación del álbum. Las únicas tres palabras que se escuchan en esta canción – “desolation”, “creation” y “communication” – se usaron de manera similar (junto con muchas otras palabras “-ation”) en «One More Time to Live».
El álbum alcanzó la posición #1 en el UK Albums Chart del Reino Unido y la posición #2 en el Billboard 200 durante 2 semanas. La canción «Emily's Song» fue compuesta por John Lodge para su hija recién nacida. Mike Pinder escribió y cantó la canción de cierre del álbum, «My Song».

## Lista de canciones
| Lado uno |                          |          |  |
| N.º      | Título                   | Duración |  |
| 1.       | «Procession»             | 4:40     |  |
| 2.       | «The Story in Your Eyes» | 2:56     |  |
| 3.       | «Our Guessing Game»      | 3:34     |  |
| 4.       | «Emily's Song»           | 3:42     |  |
| 5.       | «After You Came»         | 4:38     |  |

| Lado dos |                         |          |  |
| N.º      | Título                  | Duración |  |
| 1.       | «One More Time to Live» | 5:41     |  |
| 2.       | «Nice to Be Here»       | 4:23     |  |
| 3.       | «You Can Never Go Home» | 4:14     |  |
| 4.       | «My Song»               | 6:24     |  |

- Los lados uno y dos fueron combinados como pista 1–9 en la reedición de CD.

| Bonus tracks (2008 Threshold Records reissue) |                                             |          |  |
| N.º                                           | Título                                      | Duración |  |
| 10.                                           | «The Story in Your Eyes» (original version) | 3:33     |  |
| 11.                                           | «The Dreamer»                               | 3:42     |  |

## Créditos
Créditos adaptados desde las notas del álbum.
The Moody Blues
- Justin Hayward – voz principal y coros (1, 2, 5, 8), guitarras, sitar
- John Lodge – voz principal y coros (1, 4–6), bajo eléctrico, violonchelo
- Ray Thomas – voz principal y coros (1, 3, 5, 7), flauta, pandereta, oboe, armónica
- Graeme Edge – batería, percusión, voz principal y coros (1)
- Mike Pinder – voz principal y coros (1, 5, 9), Mellotron, clavecín, órgano Hammond, piano, sintetizador Moog

Personal técnico
- Tony Clarke – productor
- Derek Varnals – ingeniero de grabación
- David Baker – ingeniero de audio
- Harry Fisher – ingeniero de sonido

Diseño
- Phil Travers – diseño de portada

## Posicionamiento
| Gráficas (1971)                         | Pico de posición |
| --------------------------------------- | ---------------- |
| Australia (Kent Music Report)           | 5                |
| Canadá (RPM Top Albums)                 | 2                |
| Alemania (GfK Entertainment)            | 44               |
| Países Bajos (MegaCharts Album Top 100) | 6                |
| Noruega (VG-lista)                      | 5                |
| Reino Unido (UK Albums Chart)           | 1                |
| Estados Unidos (Billboard 200)          | 2                |